# Anomala fuscula
Anomala fuscula är en skalbaggsart som beskrevs av Sharp 1881. Anomala fuscula ingår i släktet Anomala och familjen Rutelidae. Inga underarter finns listade i Catalogue of Life.